# Cantón de Meyssac
El cantón de Meyssac era una división administrativa francesa, que estaba situada en el departamento de Corrèze y la región de Limusín.

## Composición
El cantón estaba formado por catorce comunas:
- Branceilles
- Chauffour-sur-Vell
- Collonges-la-Rouge
- Curemonte
- Lagleygeolle
- Ligneyrac
- Lostanges
- Marcillac-la-Croze
- Meyssac
- Noailhac
- Saillac
- Saint-Bazile-de-Meyssac
- Saint-Julien-Maumont
- Turenne

## Supresión del cantón de Meyssac
En aplicación del Decreto n.º 2014-228 de 24 de febrero de 2014, el cantón de Meyssac fue suprimido el 22 de marzo de 2015 y sus 14 comunas pasaron a formar parte; trece del nuevo cantón de Mediodía Correziano y una el nuevo cantón de Saint-Pantaléon-de-Larche.